# Sågtjärnen (Malå socken, Lappland)
Sågtjärnen är en sjö i Malå kommun i Lappland och ingår i Skellefteälvens huvudavrinningsområde.